# Pic de Fernandina
Colaptes fernandinae
Espèce
Statut de conservation UICN

 VU A2c+3c+4c;B1ab(i,ii,iii,iv,v);C2a(i);D1 : Vulnérable
Le Pic de Fernandina (Colaptes fernandinae) est une espèce d'oiseaux appartenant à la famille des Picidae.